# Jello salad
La Jello salad o Jell-O salad è un dolce statunitense a base di gelatina aromatizzata e frutta.

## Storia
La Jello salad prende il nome dal marchio di gelatine Jell-O, divenuto popolare negli USA durante la prima metà del Novecento, e ha come diretto antecedente la cosiddetta perfection salad (ca. 1904) di Mrs. John E. di New Castle (Pennsylvania), che, grazie alla sua ricetta, raggiunse il terzo posto durante un concorso culinario indetto dalla rivista Better Homes & Gardens. Tuttavia, le prime vere e proprie Jello salad furono ideate dalla stessa Jell-O, che le rese popolari grazie alle sue ricette promozionali. Dopo aver goduto di una considerevole notorietà per diversi decenni (specialmente durante gli anni sessanta), la pietanza iniziò a cadere in disuso a partire dagli anni settanta e ottanta.

## Caratteristiche
La Jello salad è una gelatina aromatizzata dolce contenente pezzi di frutta e talvolta carote grattugiate o (più raramente) altre verdure che possono anche fungere da elemento decorativo. La Jello salad può anche contenere ricotta, crema di formaggio, marshmallow, noci o brezel.